# Dia Internacional da Fraternidade Humana
O Dia Internacional da Fraternidade Humana foi proclamado pela Assembleia Geral das Nações Unidas a 21 de dezembro de 2020, através da resolução 75/200 a fim de promover a tolerância cultural e religiosa. Com esta resolução, proposta pelo Egito e pelos Emirados Árabes Unidos, as Nações Unidas convidaram todos os seus Estados-membros e outras organizações internacionais a comemorar anualmente o Dia Internacional da Fraternidade Humana.
As celebrações do Dia Internacional da Fraternidade Humana incluem eventos em que participam os Estados-membros da ONU, líderes religiosos e representantes da sociedade civil juntamente com o Prémio Zayed para a Fraternidade Humana, que reconhece indivíduos ou entidades de todo o mundo pelas suas profundas contribuições para a fraternidade humana.
Desde a primeira vez em que foi celebrado, a 4 de fevereiro de 2021, o Dia Internacional da Fraternidade Humana tem recebido o apoio de vários líderes mundiais. Papa Francisco ; o xeque Ahmed el-Tayeb, Grande Imã de Al-Azhar; e o Presidente dos Estados Unidos, Joe Biden, apoiaram também a iniciativa.

## Antecedentes
A 4 de fevereiro de 2019, o Papa Francisco e o Xeque Ahmad Al-Tayyeb, Grande Imã de Al-Azhar, assinaram o Documento da Fraternidade Humana para a Paz e Coexistência Mundial, também conhecido como a Declaração de Abu Dhabi. Os princípios da compaixão e da solidariedade humana encarnados neste texto são os mesmos que mais tarde inspiraram a resolução que estabeleceu o dia 4 de fevereiro como o Dia Internacional da Fraternidade Humana, tal como declarou em diversas ocasiões o Secretário-Geral das Nações Unidas, António Guterres.
A fim de articular iniciativas para implementar o Documento sobre a Fraternidade Humana, foi criado em agosto de 2019 o Comité Supremo para a Fraternidade Humana (HCHF, na sigla em inglês). O HCHF, que é composto por líderes religiosos e civis de diversos países e credos, atribui anualmente o Prémio Zayed para a Fraternidade Humana.
Finalmente, o Documento sobre a Fraternidade Humana também influenciou a encíclica Fratelli tutti, como o Papa Francisco reconhece no próprio texto quando afirma que o seu encontro com Ahmad Al-Tayyeb em 2019 o inspirou na sua redação.